# Domadice
Domadice – wieś (obec) na Słowacji położona w kraju nitrzańskim, w powiecie Levice. Pierwsze wzmianki o miejscowości pochodzą z roku 1138. 
Według danych z dnia 31 grudnia 2012, wieś zamieszkiwały 243 osoby, w tym 120 kobiet i 123 mężczyzn.
W 2001 roku rozkład populacji względem narodowości i przynależności etnicznej wyglądał następująco:
- Słowacy – 94,36%
- Czesi – 1,13%
- Węgrzy – 4,51%

Ze względu na wyznawaną religię struktura mieszkańców kształtowała się w 2001 roku następująco:
- Katolicy rzymscy – 89,85%
- Ewangelicy – 2,63%
- Husyci – 0,38%
- Ateiści – 5,64%
- Przedstawiciele innych wyznań – 0,38%
- Nie podano – 0,38%